# Коскеланйоки
 Коскеланйоки (фин. Koskelanjoki), в верхнем течении Валиманйоки (фин. Vaalimaanjoki), — река в Финляндии и России, протекает по Ленинградской области. Река впадает в бухту Кировскую Финского залива, длина российской части реки — 1 км. По нижнему течению реки проходит государственная граница России и Финляндии.

## Данные водного реестра
По данным государственного водного реестра России относится к Балтийскому бассейновому округу. Водохозяйственный участок Коскеланйоки — реки и озёра бассейна Финского залива от границы РФ с Финляндией до северной границы бассейна Невы, речной подбассейн — Нева и водотоки бассейна Ладожского озера (без подбассейна Свирь и Волхов, российская часть бассейнов). Относится к речному бассейну реки Нева (включая бассейны рек Онежского и Ладожского озера).